# Ограда
Ограда је самостални структура направљена да ограничи или спречи кретање преко одређене границе. Ограда има сличну сврху као и зид али је основна разлика у лакоћи израде као и сврха. Зидови су углавном направљени од цигле или бетона, блокирају поглед као и пролаз.

## Врсте
Постоје више начина према којима се могу поделити ограде.

### Материјал
- Дрво - дрвена ограда се користи пре свега за ограђивање поседа или за ограђивање простора у којем је дозвољено кретање домаћих животиња. Уколико је ограда намњена за крупније животење онда су даске најчешће попреко стављене на носеће стубове. Уколико се ограђује и за мање животиње као и за људе онда се често на попречне даске додају вертикалне даске - тарабе.
- Жица - жичане ограде имају исту примену као и дрвене. Међутим због лакоће постављања могу се користити и за повремене ограде пре свега у сврху привремене заштите (у случају привремених војних база). Жица се најчешће тако плете да има бодљикав део.
- Метал - металне ограде су најчешће веома скупе па се користе пре свега за ограђивање мањег простора као што је мање двориште. Металне ограде се користе за ограђивање балкона и степеништа и познате су под називом гелендери.

Могуће су и разне комбинације ових материјала као и комбиновање са другим грађевинским материјалом. Често се стубови ограде зидају циглом, а између стубова стављају поменути материјали.

### Намена
Ограде се користе у многе сврхе али најосновније намене су:
- Ограђивање пољопривредних поседа
- Ограђивање дворишта
- Ограђивање званичних објеката и земљишта
- Ограђивање привремених дешавања-концерата, митинга и слично
- Ограђивање места где се изводе грађевински радови
- Декоративно ограђивање

## Галерија
- Жичана ограда
- Ограда плетена од прућа
- Декоративна ограда на палати
- Ограда Студенског парка